# Pseudopelmatops continentalis
Pseudopelmatops continentalis är en tvåvingeart som beskrevs av Zia och Chen 1954. Pseudopelmatops continentalis ingår i släktet Pseudopelmatops och familjen borrflugor. Inga underarter finns listade i Catalogue of Life.